# ۸ اوت
۸ اوت در تقویم گرگوری، دویست و بیستمین (در سال‌های کبیسه دویست و بیست و یکمین) روز سال است. ۱۴۵ روز تا پایان سال باقی است.

## رویدادها
- ۲۰۰۸ - برگزاری مراسم افتتاحیه بازی‌های المپیک تابستانی ۲۰۰۸
- لغو قرارداد استعماری انگلیس با افغانستان و اعلام استقلال افغانستان (۱۹۱۹م)
- آغاز بنای شهر «اسکندریه» توسط اسکندر مقدونی در مصر (۳۳۳ سال قبل از میلاد)
- خودکشی «نِرون» امپراتور سفاک و خون ریز روم (۶۸م) (ر.ک. ۱ فوریه)
- اعلان جنگ شوروی به ژاپن در آخرین روزهای جنگ جهانی دوم (۱۹۴۵م)
- کناره‌گیری «ریچارْدْ نیکْسون» رئیس جمهور آمریکا در پی رسوایی «واتِرْگیْتْ» (۱۹۷۴م)

## زادروزها
- ۱۹۵۱ - محمد مرسی نخستین رئیس جمهور مصر بعد از انقلاب مصر (۲۰۱۱) و پنجمین رئیس جمهور تاریخ مصر که در ۳ ژوئیه ۲۰۱۳ توسط کودتای نظامی ارتش مصر از قدرت خلع شد.
- ۱۸۷۹- امیلیانو زاپاتا از رهبران برجسته انقلاب مکزیک
- ۱۹۹۸-شان مندز خواننده و آهنگساز کانادایی

## مرگ‌ها
- خودکشی «نِرون» امپراتور سفاک و خون ریز روم (۶۸م) (ر.ک. ۱ فوریه)
- ۱۰۹۳ - فاطمه فضل مروزی، محدث خراسانی ایرانی.
- «کامیل شمعون» رئیس‌جمهور اسبق لبنان (۱۹۸۷م)
- «پیتر پُل روبنس» نقاش برجسته اروپایی (۱۶۳۹م)
- ۱۹۶۷ – سمیره عزام، داستان‌نویس، مترجم و مجری رادیویی فلسطینی.[۱]